# Championnat d'Italie de football 1908

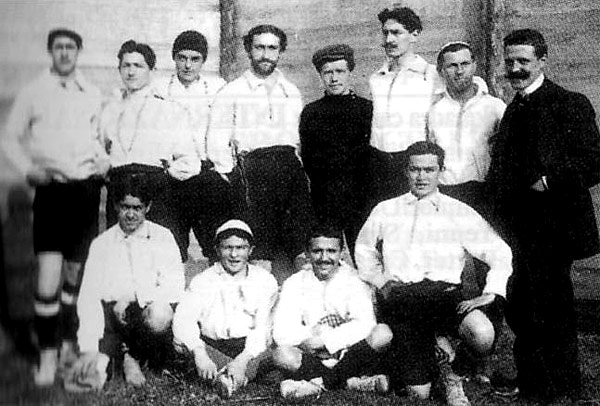
équipe de la Società Ginnastica Pro Vercelli qui a remporté le titre 1908

Le Championnat d'Italie de football 1908 est la onzième édition du championnat d'Italie. La Società Ginnastica Pro Vercelli remporte son premier titre de champion dès sa première participation.

## Éliminatoires
| dimanche 1er mars 1908 | Pro Vercelli | 1 - 1 | Juventus       | Vercelli Arbitre : Meazza |
| dimanche 1er mars 1908 | Fresia (78°) |       | Mazzonis (47°) | Vercelli Arbitre : Meazza |

| dimanche 8 mars 1908 | Juventus | 0 - 2     | Pro Vercelli | Turin Arbitre : Recalcati |
| dimanche 8 mars 1908 |          | Rampini I |              | Turin Arbitre : Recalcati |

## Phase nationale
| Date          | Lieu | Équipe 1     | Équipe 2     | Score |
| 22 mars 1908  | -    | US Milanese  | Andrea Doria | 5-1   |
| 29 mars 1908  | -    | Pro Vercelli | US Milanese  | 0-0   |
| 5 avril 1908  | -    | Andrea Doria | Pro Vercelli | 1-2   |
| 26 avril 1908 | -    | Pro Vercelli | Andrea Doria | 1-1   |
| 3 mai 1908    | -    | US Milanese  | Pro Vercelli | 1-2   |
| 17 mai 1908   | -    | Andrea Doria | US Milanese  | 1-2   |

|  |    | Classement final | Pt | J | G | N | D | B.p | B.c |
|  | -- | ---------------- | -- | - | - | - | - | --- | --- |
|  | 1. | Pro Vercelli     | 6  | 4 | 2 | 2 | 0 | 5   | 3   |
|  | 2. | US Milanese      | 5  | 4 | 2 | 1 | 1 | 8   | 4   |
|  | 3. | Andrea Doria     | 1  | 4 | 0 | 1 | 3 | 4   | 10  |

## Effectif de la Società Ginnastica Pro Vercelli
- Giovanni Innocenti
- Salvaneschi
- Celoria
- Guido Ara
- Giuseppe Milano I
- Pietro Leone
- Romussi
- Marcello Bertinetti
- Vincenzo Fresia
- Annibale Visconti
- Carlo Rampini I